# Snape Maltings

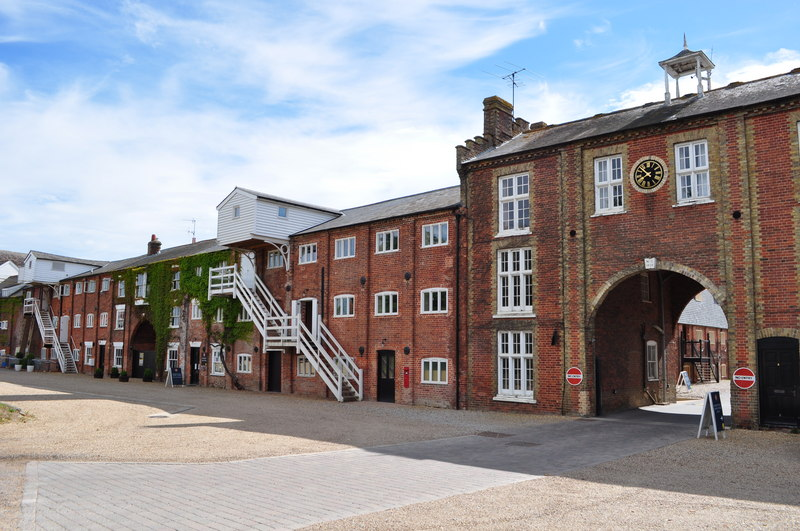
L'entrée du complexe en juillet 2010.

Snape Maltings est un complexe dévolu aux arts sur les bords de la rivière Alde à Snape, Suffolk, au Royaume-Uni. Il est réputé pour sa salle de concert qui est chaque année au mois de juin, le lieu principal du festival d'Aldeburgh. La fonction initiale des Maltings était le brassage du malt de l'orge, pour la fabrication de la bière ; l'orge, une fois malté, était envoyé à Londres et exporté vers l'Europe continentale. Aujourd'hui, une collection de boutiques, de galeries, de restaurants et de la salles de concerts remplissent les anciens bâtiments.

## Histoire

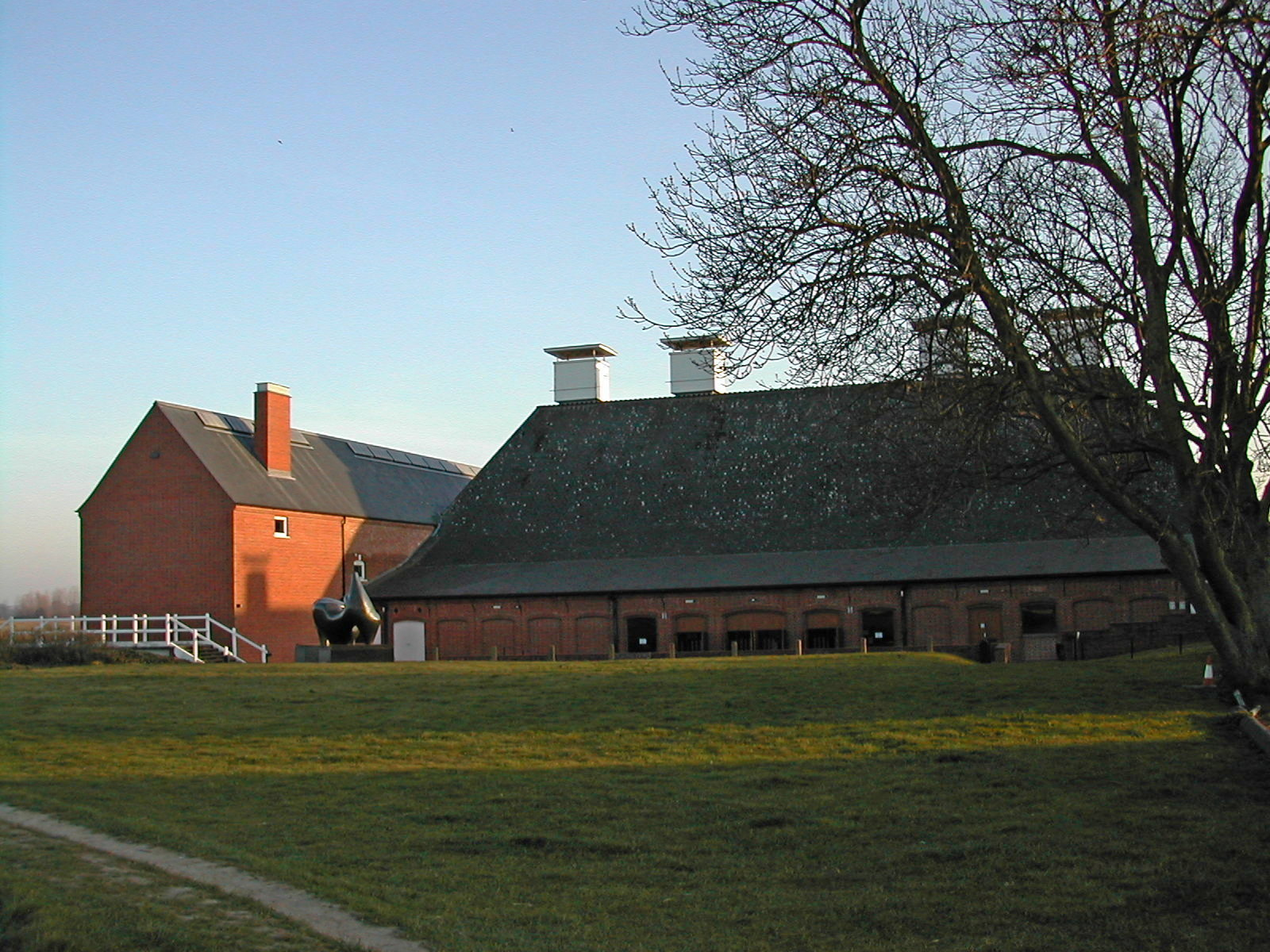
Salle de concert de Snape Maltings.

Un entrepreneur, Newson Garrett (1812–1893), fait construire les Maltings dans les années 1800 ; son nom apparaît sur des plaques autour du site. L'emplacement proche de la rivière et le port déjà actif a décidé Garrett pour la construction d'une malterie. Ambitieux et déterminé, il rachète en 1841 l'entreprise d'Osborne et Fennell, des entreprises de maïs et de charbon à Snape Bridge. Depuis le port, les Maltings ont commencé à se développer, en utilisant la rivière Alde pour transporter l'orge en Grande-Bretagne et en Europe sur des barges de la Tamise. En 1854, il a commencé le maltage à Snape, expédiant bientôt plutôt le malt que l'orge, pour les brasseries.
La malterie de Snape cesse ses activités au milieu des années 1960 lorsque Swonnell and Son se trouvèrent en liquidation, laissant les bâtiments industriels vacant. Trente-deux acres de terrain ont été offerts à la vente ainsi que des logements et une auberge. Il était difficile d'imaginer l'usage de telles structures fonctionnelles pour des fins différentes. Cependant, George Gooderham, un agriculteur local et un homme d'affaires, en reconnaît le potentiel. Il achète le site et se met en quête des autres utilisations pour les bâtiments.
Dans les années 1960, le festival de musique d'Aldeburgh est à l'étroit dans l'espace limité disponible de la Jubilee Hall,. Benjamin Britten cherche un endroit pour construire une salle de concert. Ayant habité Snape pendant les années 1930, il eut la vision que la grande malterie, dans un cadre magnifique, pouvait convenir. Les négociations ont commencé avec George Gooderham et après un peu plus d'un an, la salle de concert de Snape Maltings était prête, lors de l'inauguration du festival 1967, par la reine.
Snape Maltings est une destination de premier plan sur la côte du Suffolk, avec sa célèbre salle de concert, connue dans le monde entier, de ses espaces de répétition, ainsi que des boutiques indépendantes, des galeries, des restaurants, et des galeries d'expositions. Un calendrier des événements fonctionne toute l'année à partir de juin et lors du festival Proms en août, pour les promenades guidées sur la rivière, des excursions en bateau, le marché fermier et le festival boissons et nourriture d'Aldeburgh.

## Benjamin Britten
Le compositeur Benjamin Britten a été inspiré par les vastes cieux et la mer de la côte du Suffolk. En 1948, avec le chanteur Peter Pears et l'écrivain Eric Crozier, il fonde le festival d'Aldeburgh. Britten et Pears en font un point pour l'éducation et le développement des jeunes artistes. Ils ont réuni des stars internationales et des talents émergents, y compris les figures de renommée mondiale, telles Dietrich Fischer-Dieskau, Yehudi Menuhin, Sviatoslav Richter et Mstislav Rostropovich, et de jeunes artistes comme Elisabeth Söderström, Murray Perahia et Julian Bream.

## Différents lieux

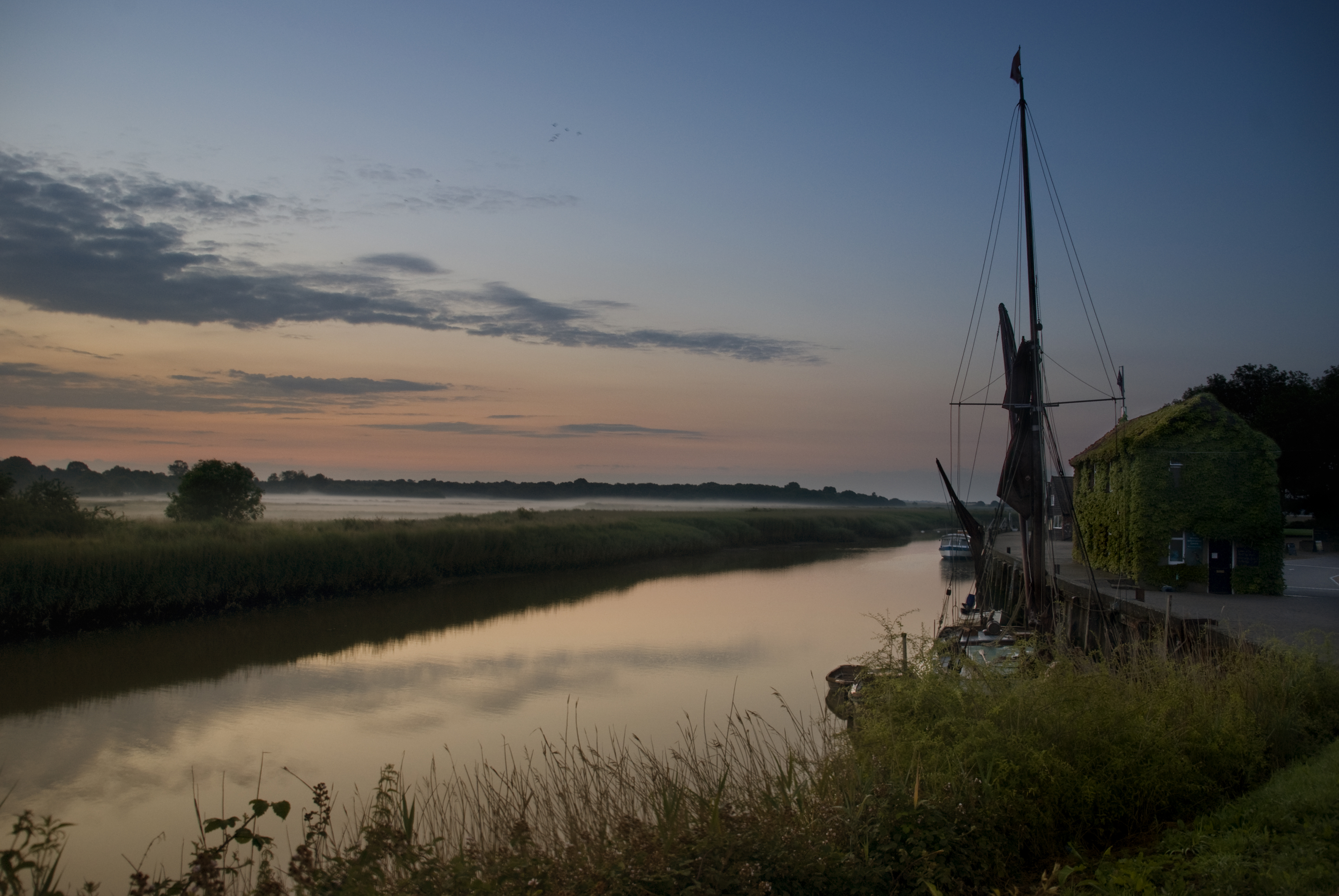
Aube à Snape Maltings. Juin 2011.

Les premiers festivals ont utilisé les salles et les églises locales, mais en 1967, Britten et Pears ont créé un foyer d'habitation permanent à Snape, à huit kilomètres d'Aldeburgh, en convertissant la malterie victorienne en une salle de 832 places. En cinq ans, Britten et Pears avaient récupéré plusieurs bâtiments sur le site afin de créer un centre pour les jeunes musiciens talentueux.
En 2006, Aldeburgh Music achète un bail de 999 ans la salle de concert de Snape Maltings, investissant environ 14 millions de £ dans de nouveaux studios et des espaces de répétition, entrés en service en 2009. Le « Creative Campus » (ex. Britten–Pears School for Advanced Musical Studies) à Snape Maltings dispose de quatre salles de spectacles (d'une capacité de 70 à 830 places) et plus de vingt lieux de répétitions et les espaces publics.

### Salle de concert Snape Maltings

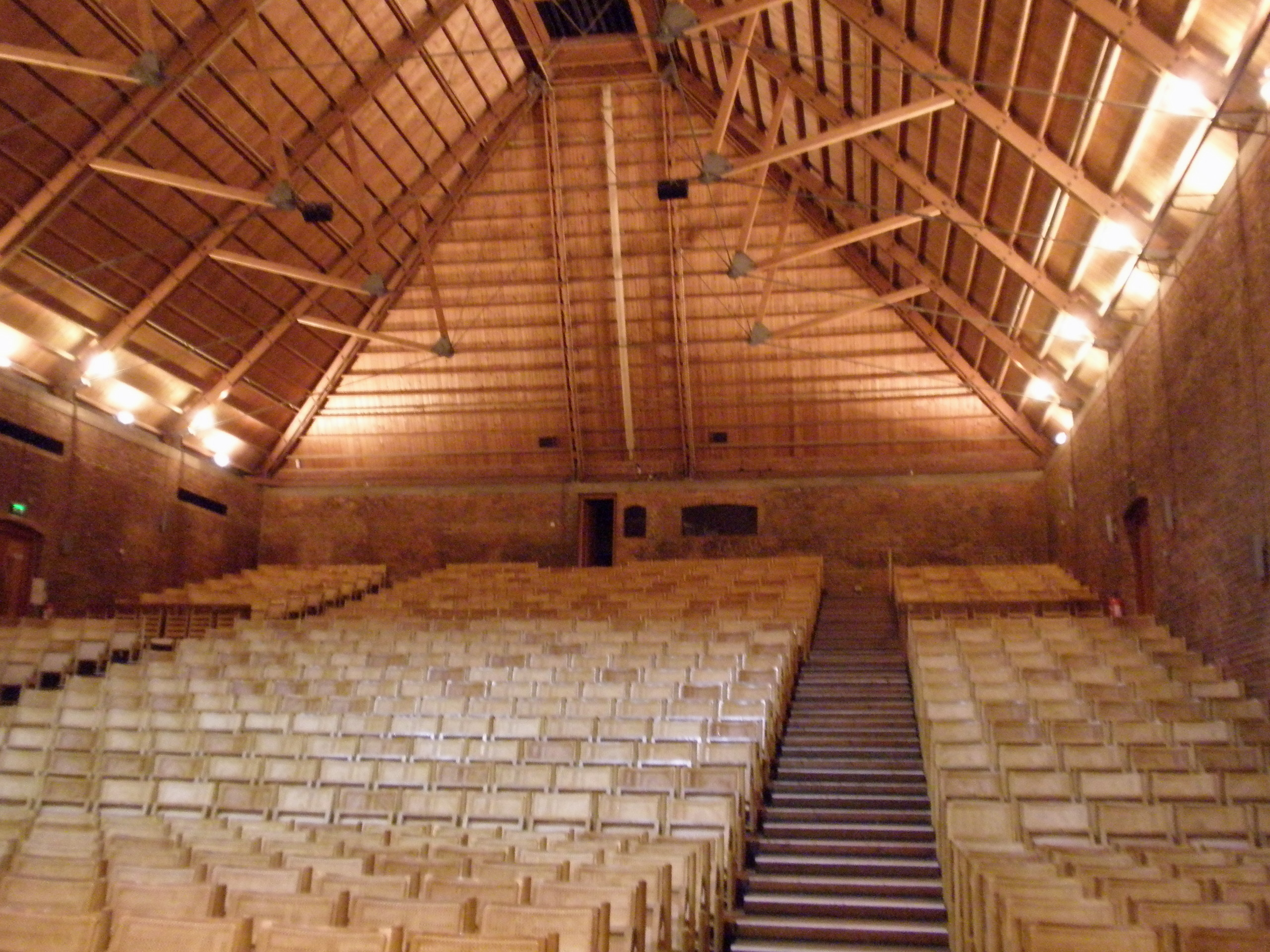
La salle de concert Snape Maltings en 2009. Les gradins et la charpente.

Contient : Salle de concert Snape Maltings, Galerie de la salle de concert, Bar et Restaurant Oyster.
Construite par Newson Garrett vers 1850, la salle de concert de 832 places, commence sa vie en tant que malterie. Officiellement ouverte en 1967 par la reine Élisabeth II, la salle a subi des dommages sérieux dans un incendie deux ans plus tard et rouverte à temps pour le festival suivant. L'aménagement de l'immeuble est entrepris par Arup Associates, avec l'acoustique supervisés par Derek Sugden.

### Bâtiment Hoffmann
Contient : Studio Britten, Studio Jerwood Kiln, lieux de répétitions.
Ouvert en mai 2009, le bâtiment Hoffmann offre deux espaces aménagés pour les représentations et un certain nombre de salles de répétition supplémentaires, l'espace des bureaux et un espace social. La pièce maîtresse de l'édifice est le nouveau studio Britten, conçu pour la meilleure acoustique, la flexibilité et une isolation acoustique conçu pour l'enregistrement. Idéal pour les répétitions d'orchestre, il peut également être utilisé, comme salle publique avec 340 sièges.
Le studio Jerwood Kiln, qui peut accueillir jusqu'à 80 personnes, dans une configuration flexible, est un espace idéal pour la répétition par de petits groupes, le tout équipé d'installations vidéo et électro-acoustique. Le studio conserve le toit à double hauteur et une grande partie de la structure du four d'origine.

### Bâtiment Britten–Pears
Contient : la salle de récital Peter Pears, la bibliothèque Holst, des salles de répétition.
Ancien entrepôt de l'orge, le bâtiment Britten-Pears a été officiellement inauguré par la reine mère en 1979.

### Bibliothèque Holst
La bibliothèque Holst est reliée à la malterie. Beaucoup de son contenu original est un don d'Imogen Holst, qui était une amie intime de Benjamin Britten et un des directeurs artistiques du festival d'Aldeburgh de 1956 à 1977. La bibliothèque est nommée en mémoire du compositeur Gustav Holst, son père. Selon le communiqué de presse du Bureau festival d'Aldeburgh, « la Bibliothèque Gustav Holst sera une bibliothèque de travail à l'usage des étudiants. Elle est appelée de son nom en gratitude pour sa musique et son enseignement ». La bibliothèque a été officiellement inaugurée par la reine mère et est ouverte sur rendez-vous. Elle est située dans deux pièces au deuxième étage des bâtiments, dans le complexe Snape Maltings. La collection constituée de livres, partitions et documents audio (vinyles, bandes magnétiques et CD) couvre de nombreux genres. Une grande partie du fonds de la bibliothèque est disponible pour la recherche sur le catalogue en ligne de la Bibliothèque Britten-Pears.